# Excubitorium van het zevende cohort
Het Excubitorium van het zevende cohort was een kazerne van de vigiles uit de 2e eeuw n.Chr. in Trastevere in Rome.
De vigiles was een door keizer Augustus ingestelde stadswacht, die de orde handhaafde en branden bluste. De vigiles was onderverdeeld in cohorten voor de verschillende Romeinse districten. Het zevende cohort was gevestigd in Trans Tiberim, het huidige Trastevere. Dit cohort was verantwoordelijk voor de districten IX (Circus Flaminius) en XIV (Trans Tiberim). 
Het excubitorium was de hoofdkazerne van het zevende cohort in Trastevere. De naam is afkomstig van het Latijnse 'ex cubare', wat 'buiten slapen'  betekent. Daarmee wordt bedoeld dat de vigiles 's nachts buiten de wacht hielden. Het was oorspronkelijk een woonhuis, dat aan het einde van de 2e eeuw tot kazerne werd verbouwd. De kazerne bestond uit een groot atrium, waarop een aantal kleinere kamers uitkwamen. Dit waren de verblijven van de wachten, een officiersruimte, een toilet en een voorraadkamer. Het atrium werd gebruikt als lararium. In de hal stond een zeshoekige fontein en de vloer was bekleed met zwart-wit gekleurde mozaïeken. De toegangspoort wordt gesierd door zuilen in de Korinthische orde en een pediment.
Het excubitorium raakte in de loop der eeuwen buiten gebruik en de restanten raakten bedolven onder de grond. In 1865 werd het antieke gebouw tijdens reparatiewerkzaamheden weer teruggevonden onder het gebouw op de hoek van de Via di Montefiori en Via della VII Coorte, die later naar het teruggevonden gebouw werd vernoemd. In latere jaren werd het gebouw verder blootgelegd, maar door gebrekkig onderhoud verviel het weer snel. Tussen 1966 en 1986 werd de kazerne gerestaureerd. 
De vloer van het excubitorium ligt nu op acht meter onder het huidige grondniveau. Op de muren van het atrium zijn nog diverse graffiti-teksten zichtbaar, die tussen 215 en 245 door de wachten werden aangebracht. De mozaïekvloer is tijdens de Tweede Wereldoorlog verdwenen. Het excubitorium kan op afspraak worden bezocht.

## Bron
- Orpheuskijktom - Via della VII coorte: De trotse nachtwakers van Rome
- F. Coarelli, Rome and environs - an archeological guide, Berkeley 2007. pp. 351-352. ISBN 9780520079618